# Серова (Минск)
Серова (бел. Сярова) — микрорайон в составе Октябрьского района города Минска (Республика Беларусь). Расположен на юго-западе района между МКАД, железнодорожным полотном Минск — Гомель и устьем реки Лошица. Композиционный центр района — пересечение улиц Кижеватова и Осиповичской и пересечение улиц Кижеватова и Корженевского. Получил название по имени одной из старейших и некогда центральных улиц района.

## История
В районе современного микрорайона «Серова» находились деревни Лошица 2-я (совхоз «Лошица») и Вильковщина. В 1940-х годах в районе Слуцкого шоссе (ныне улица Кижеватова) и к югу от бывшего аэропорта «Минск-1» были обнаружены залежи суглинков. В связи с послевоенным восстановлением города в этом районе началось строительство Кирпичного завода № 10, введённого в строй в 1950 году. В начале 1950-х завод был преобразован в комбинат строительных материалов, в 1970-х — ПО «Минскстройматериалы», а ныне — ОАО «Керамин». На заводе трудились заключённые, а рядом с заводом была организована колония-поселение просуществовавшая до конца 50-х годов. Кроме колонии был возведён посёлок в районе нынешних улиц Серова, Жлобинской, Любанской, Пирогова сохранившийся до настоящего времени. Были построены амбулатория, баня, дом культуры (снесён в 2011 году). В 50-80-х годах кроме вышеперечисленных предприятий в районе строились новые: «Крион», «Промбурвод», «Рыбокомплекс», АТЭК № 5, Фабрика цветной печати, НИИ Радиоматериалов, технический центр «АвтоВАЗ», центральный учебный автокомбинат (ЦАУК) и др. В начале 60-х годов началась застройка первого жилого массива из крупнопанельных и кирпичных трёх и пятиэтажных зданий в районе нынешней улицы Пуховичской. Были построены две школы, несколько детских садов. В середине 70-х годов по правой части Слуцкого шоссе напротив кирпичного завода на месте фруктового сада началось сооружение нового жилого массива в который входил торговый центр и кафе «Арэса», а также больничного городка состоявшего из 3-й городской детской больницы и поликлиники № 13 и Больницы скорой медицинской помощи, которые были введены в строй в 1977 и 1978 годах соответственно, а также медицинского училища № 2 (1980). В 1981 году на месте совхоза «Лощица» было построено НИИ травматологии и ортопедии. В 1978—1984 годах началось сооружение жилого массива в районе улиц Асаналиева и Осиповичской. В 1979—1981 годах проводилась масштабная реконструкция и расширение Слуцкого шоссе переименованного в улицу Кижеватова, ставшей одной из важных транспортных магистралей Минска и основной по направлению в Слуцк. В 1984 году в микрорайон по улице Кижеватова, а затем в 1986 году и по улице Асаналиева был пущен троллейбус. В 2003 году был открыт рынок «Октябрьский». В 2014 году после реконструкции открыта железнодорожная станция «Лошица».

## Здравоохранение
- Республиканская больница скорой медицинской помощи
- Городская детская клиническая больница № 3
- Городская детская поликлиника № 13
- РНПЦ травматологии и ортопедии
- Городская поликлиника № 35

## Учебные заведения
- 11 СШ
- 62 СШ
- 89 СШ
- Минский государственный колледж искусств [1]
- Минский государственный областной лицей (МГОЛ)[2]

## Транспорт
Район обслуживается рядом автобусов, троллейбусов, маршрутных такси. Есть станция метро «Неморшанский сад».

Также в районе располагается остановочный пункт Осиповичского направления — Лошица.